# Hell Razah
Hell Razah (född 1976), egentligen Choys Ron Smith, är en amerikansk rapartist och medlem i hiphop-kollektivet Wu-Tang Killa Beez och Sunz Of Man.

## Diskografi

### Solo
- When All Hell Breaks Loose (2001)
- Renaissance Child (2007)
- Ultra Sounds of a Renaissance Child (2008)
- Heaven Razah (2010)[1]

### Sunz of Man
- 1998 The Last Shall be the First
- 1999 The First Testament
- 2002 Saviorz Day
- 2006 The Old Testament